# Steen Møller Rasmussen
Steen Møller Rasmussen (født 20. juni 1953 i Glostrup) er en dansk filmfotograf, instruktør og billedkunstner.

## Filmografi
- Du er ikke alene (1978)
- Det parallelle lig (1982)
- Der findes ingen tamme dyr (1983)
- Drengen der forsvandt (1984)
- Forbrydelsens element (1984)
- Med lille Klas i kufferten (1984)
- Holland House (1988)
- Tekno Love (1989)
- Perfect world (1990)
- Fin de Beckett (1992)
- Onkel Danny - Portræt af en karma cowboy (2002)